# Over the Counter Exchange of India
Die OTC Exchange of India (OTCEI), auch bekannt als Over-the-Counter Exchange of India, hatte ihren Sitz in Mumbai, Maharashtra. Sie gehörte dem indischen Finanzministerium. Sie war Indiens erste Börse für kleine Unternehmen und zugleich die erste landesweite Bildschirmbörse Indiens.

## Geschichte
Die OTC Exchange of India wurde 1990 gemäß dem Companies Act von 1956 gegründet und durch den Securities Contracts Regulation Act von 1956 als Wertpapierbörse anerkannt. Die OTCEI ist keine funktionierende Börse mehr, da sie von der SEBI mit Beschluss vom 31. März 2015 nicht mehr anerkannt wurde. OTCEI Securities Limited meldete daraufhin am 25. September 2017 seine Liquidation an.